# Józef Pecka
Józef Adam Pecka (ur. 28 października 1895 w Tarnowie, zm. wiosną 1940 w Charkowie) – pułkownik piechoty Wojska Polskiego, kawaler Orderu Virtuti Militari, ofiara zbrodni katyńskiej.

## Życiorys
Był synem Walentego i Anny. Od 1913 należał do Drużyny Strzeleckiej w rodzinnym Tarnowie. Po wybuchu I wojny światowej żołnierz I Brygady Legionów i Polskiej Organizacji Wojskowej. Po odzyskaniu przez Polskę niepodległości wstąpił w szeregi Wojska Polskiego. Uczestniczył w wojnie polsko-bolszewickiej. Był trzykrotnie ranny. W okresie pokojowym służbę pełnił w 23 pułku piechoty we Włodzimierzu. 26 kwietnia 1928 roku został przesunięty ze stanowiska zlikwidowanego III batalionu na stanowisko dowódcy II batalionu. Następnie pełnił funkcję dyrektora nauk Centralnej Szkoły Strzelniczej w Toruniu. 23 marca 1932 roku został przeniesiony do 67 pułku piechoty w Brodnicy na stanowisko zastępcy dowódcy pułku. W listopadzie 1935 roku został przeniesiony do 58 pułku piechoty wielkopolskiej w Poznaniu na stanowisko dowódcy pułku. 1 kwietnia 1938 roku został dowódcą pułku KOP „Zdołbunów”. Został awansowany do stopnia pułkownika ze starszeństwem z dniem 19 marca 1938.

31 sierpnia 1939, po ogłoszeniu mobilizacji powszechnej objął obowiązki na stanowisku dowódcy piechoty dywizyjnej 38 Dywizji Piechoty. Po agresji ZSRR na Polskę w nieznanych okolicznościach wzięty do niewoli sowieckiej. Był przetrzymywany w obozie w Kozielsku, a następnie przewieziony do obozu w Starobielsku. Wiosną 1940 został zamordowany w Charkowie przez funkcjonariuszy NKWD i pogrzebany potajemnie w bezimiennej mogile zbiorowej w Piatichatkach, gdzie od 17 czerwca 2000 mieści się oficjalnie Cmentarz Ofiar Totalitaryzmu w Charkowie. Figuruje na Liście Starobielskiej NKWD pod poz. 4017.
Postanowieniem nr 112-48-07 Prezydenta Rzeczypospolitej Polskiej Lecha Kaczyńskiego z 5 października 2007 został awansowany pośmiertnie do stopnia generała brygady. Awans został ogłoszony 9 listopada 2007 w Warszawie, w trakcie uroczystości „Katyń Pamiętamy – Uczcijmy Pamięć Bohaterów”.

## Awanse
- kapitan – zweryfikowany 3 maja 1922 ze starszeństwem z dniem 1 czerwca 1919 i lok. 335
- major – starszeństwo z 1 lipca 1925 i lok. 74
- podpułkownik – 24 grudnia 1929 ze starszeństwem z dniem 1 stycznia 1930 i lok. 40[10]
- pułkownik – starszeństwo z dniem 19 marca 1938

## Ordery i odznaczenia
- Krzyż Srebrny Orderu Wojskowego Virtuti Militari (1921)[11]
- Krzyż Niepodległości (24 października 1931)[12]
- Krzyż Kawalerski Orderu Odrodzenia Polski
- Krzyż Walecznych (czterokrotnie)
- Złoty Krzyż Zasługi (11 marca 1932)[13]
- Srebrny Krzyż Zasługi (16 marca 1928)[14]
- Medal Pamiątkowy za Wojnę 1918–1921[4]
- Medal Dziesięciolecia Odzyskanej Niepodległości[4]

## Upamiętnienie
W maju 2009 w ramach akcji „Katyń... pamiętamy” / „Katyń... Ocalić od zapomnienia”, przy Zespole Placówek Oświatowych nr 1 - Publiczne Gimnazjum nr 1 we Włoszczowie przy ul. Partyzantów 24, został zasadzony Dąb Pamięci honorujący Józefa Peckę.